# Phyllolabis kocmani
Phyllolabis kocmani is een tweevleugelige uit de familie steltmuggen (Limoniidae). De soort komt voor in het Palearctisch gebied.